# Der Weg zum Friedhof
Der Weg zum Friedhof ist eine Novelle von Thomas Mann, die im Jahr 1900 entstand und zunächst im Simplicissimus publiziert wurde.  Die erste Buchveröffentlichung folgte 1903 (Tristan. Sechs Novellen); 1922 wurde die Erzählung in Novellen. Band I übernommen, 1945 in Ausgewählte Erzählungen und 1958 in die Stockholmer Gesamtausgabe.

## Inhalt
Lobgott Piepsam ist vom Leben mehr als stiefmütterlich behandelt worden. Nicht genug damit, dass er jämmerlich, bleich und Mitleid erregend aussieht und sein Gesicht von einer riesigen roten Knollennase mit „einer Menge kleiner Auswüchse“ entstellt ist, die wie ein melancholischer Faschingsscherz wirkt, er ist obendrein Alkoholiker, ihm sind seine Frau und drei Kinder weggestorben und er hat seine Arbeitsstelle verloren. 
Als er eines schönen Frühlingsmorgens, ganz in abgeschabtes Schwarz gekleidet, langsam und gesenkten Hauptes den Fußweg zum Friedhof entlanggeht, hört er hinter sich plötzlich das Geräusch eines herannahenden Fahrrads. Mürrisch stellt er fest, dass es sich um einen jungen Mann handelt, einen „unbesorgten Touristen“ mit buntem Hemd und „dem kecksten Mützchen der Welt“. Der kam daher „wie das Leben und rührte die Glocke; aber Piepsam ging nicht um eines Haares Breite aus dem Wege.“
Der Radfahrer quetscht sich verärgert in langsamem Tempo an Piepsam vorbei und hört im Vorbeirollen, wie dieser das Nummernschild des Fahrrades laut abliest. Auf seine verwunderte Nachfrage erfährt er, dass Piepsam den Radler anzeigen wolle, weil dieser nicht die Straße, sondern den Gehweg benutzt habe. Der junge Mann ist sich jedoch keiner Schuld bewusst, da zahlreiche Spuren im Kies darauf hinweisen, dass bereits viele Radfahrer vor ihm diesen Fußweg benutzt haben. Schließlich macht er, gleichgültig gegenüber der Erbitterung des alten Mannes, dem Gespräch ein Ende und will, weiterhin auf dem Fußweg, davonfahren. Da steigert sich Piepsam in einen wütenden Zornesausbruch. Vergeblich versucht er, sich an das davonfahrende Rad zu hängen und es aufzuhalten. Dabei schleudert er wilde Schmähungen gegen den verdutzten Fahrer. 
„Nun aber wurde das Leben grob.“ Der Jüngling stößt Piepsam mit Gewalt zurück: „Sie sind wohl besoffen. [...] Ich schlage Ihnen die Knochen entzwei!“ Mit diesen Worten dreht ihm das Leben den Rücken zu und radelt entrüstet davon. Piepsam starrt ihm ohnmächtig keuchend hinterher, dann bekommt er einen wahren Tobsuchtsanfall. Er schreit und brüllt so lang anhaltend und mit so unmenschlicher Stimme, dass sich allmählich eine stattliche Menschenansammlung einfindet, halb belustigt, halb empört. Das Rad ist längst in der Ferne verschwunden, da bricht Piepsam, von seinem Zorn gleichsam erstickt, ohnmächtig zusammen und wird kurz darauf von zwei Sanitätern in einen Krankenwagen, „mit zwei hübschen kleinen Pferden bespannt“, geschoben, wie man einen Laib Brot in den Backofen schiebt. „Das alles ging mit großer Präzision, mit ein paar geübten Griffen, klipp und klapp, wie im Affentheater. Und dann fuhren sie Lobgott Piepsam von hinnen.“

## Form
Die Geschichte erzählt von einem vereinsamten Choleriker, der teilweise mit dem Sonderling Tobias Mindernickel aus der gleichnamigen Novelle Manns vergleichbar ist. Auch Tobias lebt ohne Kontakte zu seiner Umwelt und wird von dieser nur als Spottobjekt wahrgenommen, was ebenfalls zu einem bitteren Ende führt. Im Tenor allerdings unterscheiden sich die beiden Texte erheblich, da Thomas Mann in Der Weg zum Friedhof einen amüsanten Plauderton anschlägt, der sehr zum grotesken Charakter der Erzählung beiträgt. 